# Російський державний педагогічний університет імені О. І. Герцена
59°56′02″ пн. ш. 30°19′10″ сх. д. / 59.93388889° пн. ш. 30.31944444° сх. д.
Російський державний педагогічний університет імені О. І. Герцена — один з провідних педагогічних вищих навчальних закладів Російської Федерації. З 1 січня 2015 року повне офіційне найменування — Федеральна державна бюджетна освітня установа вищої освіти «Російський державний педагогічний університет ім. О. І. Герцена». Єдиний педагогічний вуз, що входить в «Топ-100» вузів Росії за версією журналу «Експерт» (45-е місце, 2015).
Університет названий на честь російського письменника, політика і філософа Олександра Івановича Герцена.

## Історія
У 1797 році Петербурзький Виховний будинок за розпорядженням імператора Павла Першого був зрівняний в правах з Московським відділенням Виховного будинку (установи існували з 1764 року). У тому ж 1797 році він був узятий під заступництво імператриці Марії Федорівни, яка надала справі піклування про сиріт значного розмаху. РДПУ ім. О. І. Герцена, вважаючи себе наступником ідей і цінностей Виховного будинку, вважає датою свого заснування 1797 рік.
Були створені класи для підготовки гувернанток, наставниць, вчительок музики, мов, калістеніки (фізичної культури). У 1837 році класи реорганізовані в Сирітський інститут, який отримав в 1855 році ім'я Імператора Миколи I. Для дівчаток з сімей різночинців створено Александринский сирітський інститут, який в 1905 році став першим жіночим професійним училищем для підготовки нянь, модисток, вчительок для початкових шкіл.